# Joseph P. Overton
Joseph Paul Overton (* 4. Januar 1960; † 30. Juni 2003) war ein US-amerikanischer Jurist und libertärer Politikberater. Er war Vizepräsident des Mackinac Center for Public Policy. Bekannt wurde er als Begründer der Idee, die als Overton-Fenster bezeichnet wird.

## Leben
Overton machte zunächst einen Bachelor-of-Science-Abschluss in Elektrotechnik an der Michigan Technological University und arbeitete bei der Dow Chemical Company, darunter als Elektrotechniker, Projektmanager und Qualitätsspezialist. Er reiste viel und arbeitete in Polen, Nicaragua, Singapur, Malaysia, Indonesien, Kolumbien, Malawi, Mosambik, Griechenland, Italien, Slowenien, Kroatien, Indien und der Volksrepublik China. Dabei fiel er als Vertreter des Freien Marktes auf und wurde 1992 im Think tank Mackinac Center for Public Policy eingestellt. 
Zu diesem Zeitpunkt studierte er Jura an der Western Michigan University. Er wurde 1994 an der Anwaltskammer von Michigan zugelassen und auf Empfehlung des Obersten Gerichtshofs von Michigan von Gouverneur John Engler in die Michigan Appellate Defender Commission berufen, die beratend tätig ist, um in Berufungsverfahren eine angemessene Strafverteidigung auch mittelloser Angeklagter sicherzustellen. 
Um für das Mackinac Center for Public Policy Mittel einzuwerben, produzierte er in den 1990er Jahren eine Broschüre, die erklären sollte, was think tanks tun. Er schuf eine Darstellung der politischen Positionen, die zu einem bestimmten Zeitpunkt allgemein anerkannt, akzeptiert, Minderheitenmeinungen oder als nicht vertretbar galten. Aufgabe eines Think tanks wäre es, den später Overton-Fenster genannten Rahmen zu verschieben und einen neuen Mainstream zu erzeugen. 
Overton starb mit 43 Jahren an den Folgen eines Absturzes beim Steuern eines Ultraleichtflugzeugs, kurz nachdem er vom Tuscola Aera Airport in der Nähe von Caro, Michigan, gestartet war.